# Vetlla
Una vetlla o vetllada, és una reunió o celebració tradicional dels parents i amics d'un difunt en les hores que segueixen la seva mort i abans de la inhumació o cremació del cadàver.
El verb transitiu que indica aquesta acció és vetllar. L'etimologia llatina és vigēre que derivà a vĭgĭlare.
Per tradició, la vetlla es fa amb el difunt "de cos present", a la mateixa peça o cambra o en una d'annexa quan té lloc al seu domicili; si bé, en l'Occident massificat, el progrés i les lleis han provocat que la vetlla d'ençà de la fi del segle XX es faci habitualment en el tanatori o a la funerària que disposen de sales preparades, les sales de vetlla, per a aquests casos, o en el sanatori, hospital o institució d'acolliment corresponent. En funció de la confessió religiosa del difunt i la seva família es practiquen les corresponents pregàries i cerimònies. Encara que la tendència al laïcisme ha fet que aquesta mena de manifestacions, un temps dramàtiques i ocasionalment sumptuoses, s'hagi reduït considerablement a una reunió de dol per al "darrer comiat" a la persona morta.

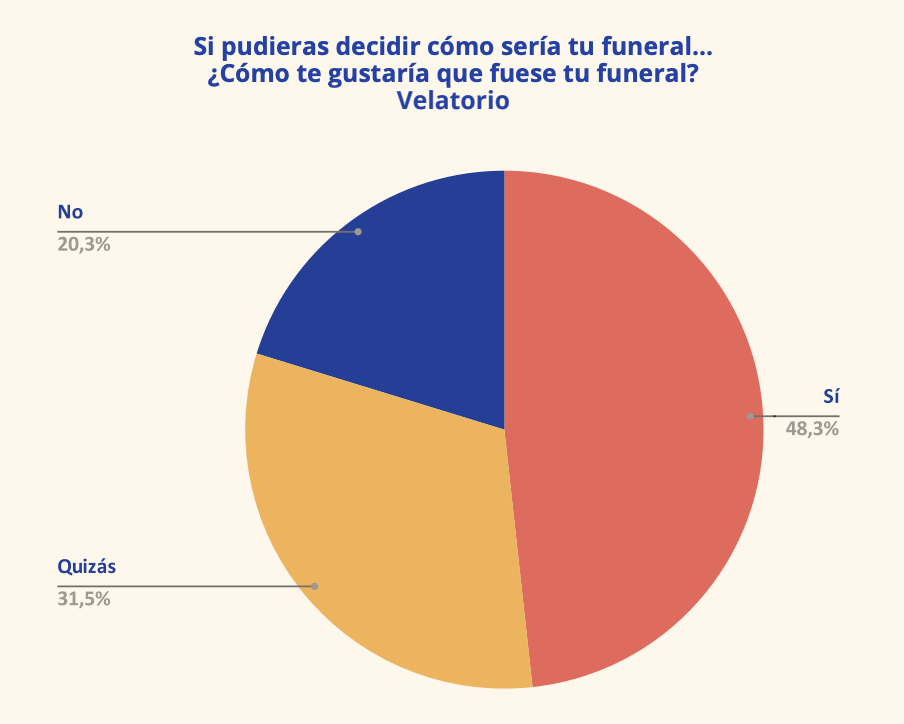
Percentatge de población que desitjaria una vetlla al seu funeral - Funos Baròmetre del Sector Funerari i Assegurador

Tot i que la tendència occidental de finals del segle XX i principis del segle XXI ha estat portar les vetlles dels domicilis als tanatoris, els darrers anys, i especialment després de la pandèmia de Covid-19, estan creixent molt els "funerals directes" , ja siguin "inhumació directa" o "cremació directa", és a dir, serveis funeraris sense vetlla ni cerimònia. Aquest creixement s'explica per la tendència a abaratir els serveis funeraris, el progressiu laïcisme de les societats occidentals, així com l'experiència que han viscut moltes famílies durant la pandèmia en haver de realitzar un servei funerari sense cap vetlla ni acte social. Segons el Baròmetre Funos del Sector Funerari i Assegurador 2023, els serveis funeraris directes estan en ple creixement, tant a Espanya, com a altres països. Per exemple, el 41% de les cremacions van ser cremacions directes als Estats Units el 2021 (segons «Cremation and burial report 2023». NFDA.), o el 18% de tots els serveis funeraris al Regne Unit van ser cremacions directes el 2022 ( segons l'estudi «Sunlife: The Cost of Dying 2023».
Quan el difunt ha estat una personalitat o molt popular, hi ha vetlles públiques i capelles ardents, com en els funerals d'estat.

## En la història de la pintura

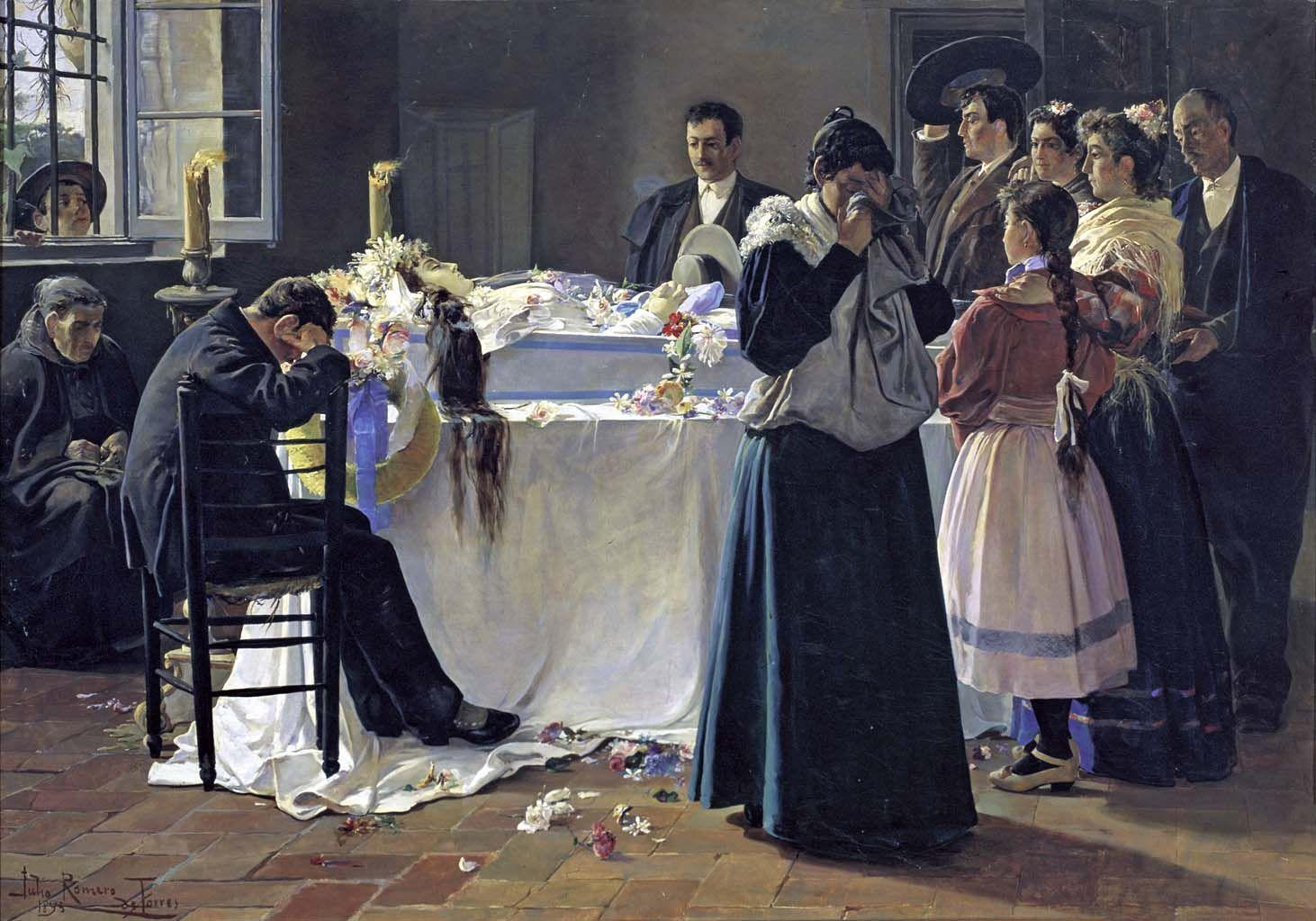
Mira que bonita era (ca. 1895) per Julio Romero de Torres. Museo Julio Romero de Torres
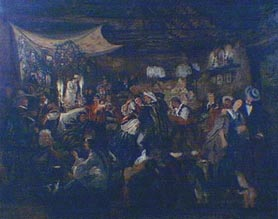
El velatorio del angelito (1840) per Ernest Charton. Museo Nacional de Bellas Artes (Argentina)
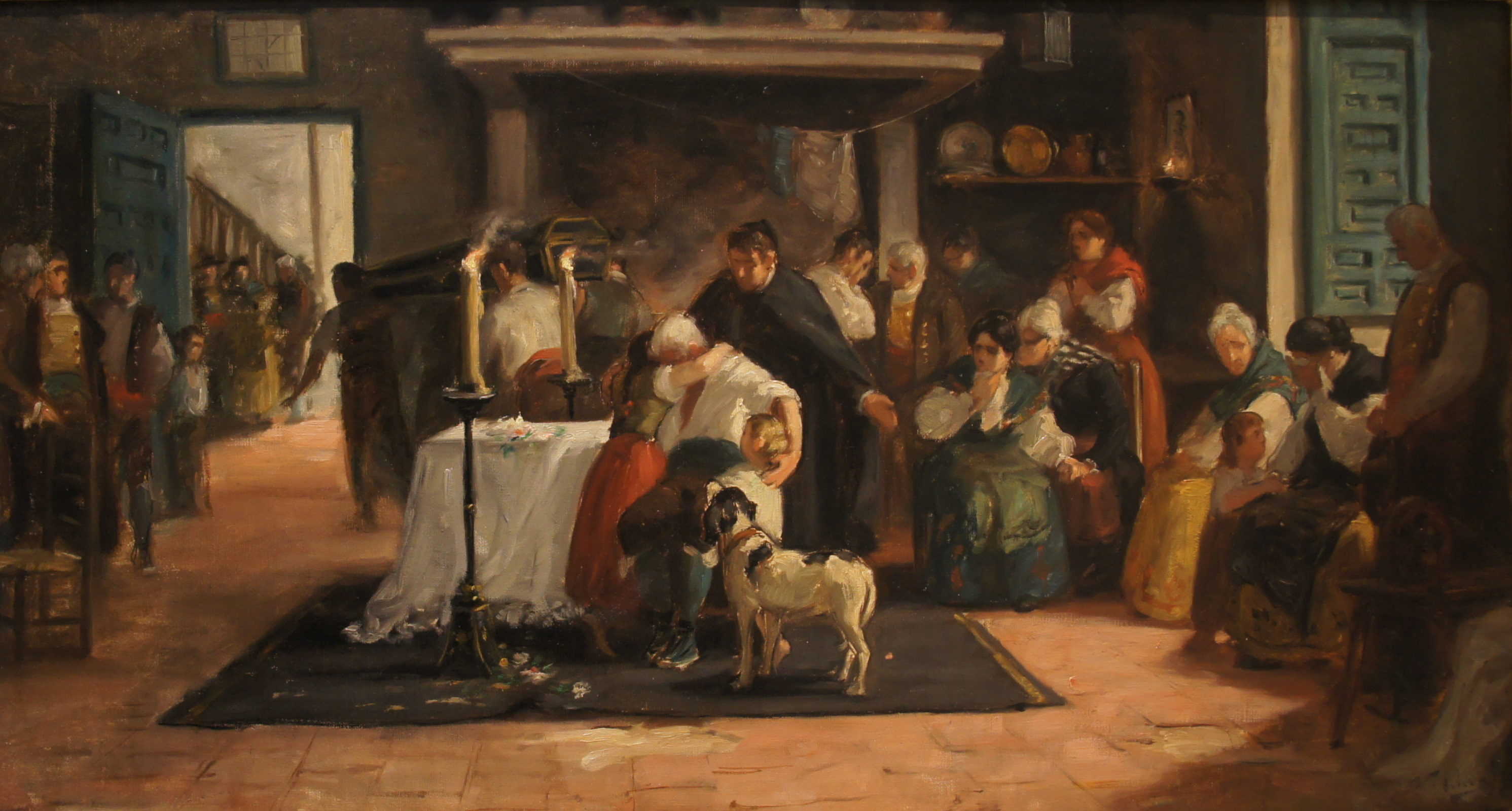
El velatorio per Ulpiano Checa. Museo Ulpiano Checa (Espanya)